# 新寮镇
新寮镇，是中华人民共和国广东省湛江市徐闻县下辖的一个乡镇级行政单位。

## 行政区划
新寮镇下辖以下地区：
港六村、南湾村、新丰村、三丰村、八一村、后海村、塘口村、北尾村、东塘村和堰头村。